# North Huron
North Huron es un municipio canadiense situado en la provincia de Ontario.

## Superficie
North Huron tiene una superficie de 179,01 km².

## Demografía
En 2021, tenía 5052 habitantes, una densidad poblacional de 28,2 hab./km², y 2277 viviendas.